# سال‌های اخیر
سال‌های اخیر یک مجموعه ۱۸ دیسکهٔ جمع‌آوری شده در کلکسیون جعبه ای است که توسط پینک فلوید ساخته شدهو برای انتشار در سراسر جهان در ۱۳ دسامبر ۲۰۱۹ توسط پینک فلوید رکوردز آماده‌سازی شده‌است. این مجموعه از مجموعه سال‌های اولیه ۱۹۶۵–۱۹۷۲ پیروی می‌کند و بر روی دورهٔ پس از راجر واترز که شامل آلبوم‌های استودیویی لغزش آنی در عقل (۱۹۸۷)، ناقوس جدایی (۱۹۹۴) و رودخانه بی پایان (۲۰۱۴) می‌شود، و تمام تک آهنگ‌های انتشار یافته در سال ۱۹۸۷ تا ۲۰۱۹ را دربرمیگیرد.
این مجموعه شامل یک نسخه «به روز شده» از لغزش آنی در عقل می‌باشد با قطعاتی که درام شان توسط نیک میسون اخیراً ضبط شده و کیبورد ریچارد رایت از اجرای زنده در سال‌های ۱۹۸۷–۱۹۸۹ برگرفته شده‌است. همچنین نسخه گسترده‌ای از آلبوم زنده سال ۱۹۸۸ با نام صدای دلچسب رعد در این پکیج قرار دارد که شامل آهنگ‌های حذف شده از نسخه اصلی آلبوم می‌شود. دیگر قطعات داخل آلبوم شامل اجرای زنده پینک فلوید در کنسرت خیریه نبورث ۱۹۹۰ به کمک نوردوف رابینز موسیقی تراپی؛ فیلم کنسرتِ منتشر نشده از اجرای این گروه در ونیز؛ ۵٫۱ مخلوط صدای فراگیر؛ و مجموعه یادگاری می‌شود.
در تاریخ ۳۰ اکتبر، اعلام شد که تاریخ انتشار آلبوم به دلایلی به ۱۳ دسامبر ۲۰۱۹ موکول شده و در ۲۹ نوامبر منتشر نخواهد شد.

## مطالب و لیست آهنگها

### سی دی ۱: لغزش آنی در عقل (به روز شده و ریمیکس شده)
اولین آلبوم گروه بعد از خروج راجر واترز از گروه و با رهبری دیوید گیلمور. تمام قطعات درام آلبوم توسط میسون برای نسخه ۲۰۱۹ دوباره ضبط شده‌است و بیشتر قطعات کیبورد ریک رایت (قطعات جایگزینی که توسط نوازندگان جلسه ای پخش شده‌اند) درون آلبوم جای داده شده‌اند. در اصل این آلبوم برای سال ۲۰۱۹ ریمیکس شده‌است.
1. " نشانه‌های حیات "
2. " آموختن پرواز "
3. " سگ‌های جنگ "
4. " یک لغزش "
5. " هنگام روی برگرداندن "
6. " باز هم فیلمی دیگر "
7. " دور تا دور "
8. " ماشینی نو (قسمت ۱)"
9. " یخ بندان نهایی "
10. "ماشینی نو (قسمت ۲)"
11. " اندوه "

### سی دی‌های ۲ و ۳: صدای دلچسب رعد (ریمیکس شده)
آلبوم زنده سال ۱۹۸۸ با نام صدای دلچسب رعد ریمیکس شده و شامل آهنگهای اجرا شده در تور می‌باشد که به دلیل محدودیت رکوردهای وینیل از نسخه اصلی حذف شدند.
دیسک ۱
1. " بدرخش ای الماس مجنون "
2. "نشانه‌های حیات" (قبلاً منتشر نشده)
3. "آموختن پرواز"
4. "فیلمی دیگر"
5. "دور تا دور"
6. "ماشینی نو (قسمت ۱)" (قبلاً منتشر نشده)
7. "یخ بندان نهایی" (قبلاً رها نشده)
8. "ماشینی نو (قسمت ۲)" (قبلاً منتشر نشده)
9. "اندوه"
10. "سگ‌های جنگ"
11. "هنگام روی برگرداندن"

دیسک ۲
1. " یکی از همین روزها "
2. " زمان "
3. "پا به فرار" (قبلاً منتشر نشده)
4. " کنسرتی بزرگ در آسمان " (قبلاً منتشر نشده)
5. " کاش اینجا بودی "
6. " به ماشین خوش آمدی " (قبلاً منتشر نشده)
7. " ما و آنها "
8. " پول "
9. " خشتی دیگر در دیوار (قسمت ۲) "
10. " خلسه دلپذیر "
11. "یک لغزش" (قبلاً منتشر نشده)
12. " بدو بزن به چاک "

### سی دی ۴: ضبط‌های زندهٔ ۱۹۸۷ و ۱۹۹۴ و ضبط‌های منتشر نشده استودیویی
آهنگ‌های زنده از سمت B دیسک‌ها که بین سال‌های ۱۹۸۷ و ۱۹۹۴ منتشر شد گرفته شده‌است. آهنگ‌های استودیویی هیچ‌کدام قبلاً منتشر نشده‌اند.
1. "یکی از همین روزها" (زنده در هانوفر، ۱۹۹۴)
2. " خداوند اخترشناسی " (زنده در میامی، ۱۹۹۴)
3. "سگ‌های جنگ" (زنده در آتلانتا، ۱۹۸۷)
4. "هنگام روی برگرداندن" (زنده در آتلانتا، ۱۹۸۷)
5. "بدو بزن به چاک" (زنده در آتلانتا، ۱۹۸۷)
6. "بلوز ۱" (منتشر نشده ۱۹۹۴)
7. "گیتار لغزنده" (منتشر نشده از سال ۱۹۹۴)
8. "تم ریک" (منتشر نشده از سال ۱۹۹۴)
9. "بلوز دیوید" (منتشر نشده از سال ۱۹۹۴)
10. "ماروند جم" (منتشر نشده سال ۱۹۹۴)
11. "نروانا" (منتشر نشده از سال ۱۹۹۴)
12. "امید فراوان (نسخه اولیه)" (منتشر نشده از سال ۱۹۹۴)

### سی دی ۵: زنده در نبورث ۱۹۹۰ (ریمیکس)
بخش‌هایی از این اجرای زنده در گذشته در آلبوم نبورث-(۱۹۹۰) موجود بود. اولین بار به صورت کامل و در این حالت بازسازی شده موجود است.
1. «بدرخش ای الماس مجنون»
2. «کنسرتی بزرگ در آسمان»
3. «کاش اینجا بودی»
4. «اندوه»
5. «پول»
6. «خلسه دلپذیر» (قبلاً در نبورث منتشر شد - آلبوم)
7. «بدو بزن به چاک» (قبلاً در نبورث منتشر شد - آلبوم)

### بلوری: ۵٫۱ میکس صدای فراگیر و مخلوط استریویی با وضوح بالا
- لغزش آنی در عقل (به روزرسانی و ریمیکس شده)

1. "نشانه‌های حیات"
2. "آموختن پرواز"
3. "سگ‌های جنگ"
4. "یک لغزش"
5. "هنگام روی برگرداندن"
6. "باز هم فیلمی دیگر"
7. "دور تا دور"
8. "ماشینی نو (قسمت ۱)"
9. "یخ بندان نهایی"
10. "ماشینی نو (قسمت ۲)"
11. "اندوه"

- ناقوس جدایی (میکس سال ۲۰۱۴) (این همان است که در چاپ مجدد مجموعه جعبه ای ناقوس جدایی ۲۰۱۴ ظاهر شد)

1. «یک خوشه»
2. «تو از من چی میخوای»
3. «قطب از هم جدا»
4. «مارونز»
5. «روزی عالی برای آزادی»
6. «پوشیدن داخل خانه»
7. «برش گردانید»
8. «برگشتن به زندگی»
9. «به صحبت ادامه دهید»
10. «فراموش شده برای کلمات»
11. «امید فراوان»

- منتشر نشده استودیویی سال ۱۹۹۴

1. "بلوز ۱"
2. "گیتار لغزنده"
3. "تم ریک"
4. "بلوز دیوید"
5. "ماروند جم"
6. "نروانا"
7. "امید فراوان (نسخه اولیه)"

### بلوری و دی وی دی: فیلم صدای دلچسب رعد (بازیابی و ریمیکس شده)
فیلم کنسرت گروه در سال ۱۹۸۹، صدای دلچسب رعد در یک تصویر مجدداً ریمستر شده و صدا مجدداً ریمیکس شد. این نسخه همچنین «پول» را برای اولین بار در مناطق PAL در دسترس قرار می‌دهد.
1. «بدرخش ای الماس مجنون»
2. «نشانه‌های زندگی»
3. «آموختن پرواز»
4. «اندوه»
5. «سگ‌های جنگ»
6. «در رویگردانی»
7. «یکی از همین روزها»
8. «زمان»
9. «پا به فرار»
10. «کنسرتی بزرگ در آسمان»
11. «کاش اینجا بودی»
12. «ما و آنها»
13. «پول» (قبلاً در مناطق PAL در دسترس نبود)
14. «خلسه دلپذیر»
15. «یک لغزش»
16. «بدو بزن به چاک»

### بلوری و دی وی دی: تکانه (بازیابی و ویرایش مجدد)
فیلم کنسرت سال ۱۹۹۵، تکانه دوباره منتشر شد.
1. "بدرخش ای الماس مجنون"
2. "در حال یادگرفتن پرواز"
3. "امید فراوان"
4. "آن را برگردانید"
5. "برگشتن به زندگی"
6. "اندوه"
7. "صحبت کنید"
8. "خشتی دیگر در دیوار (قسمت ۲)"
9. "یکی از همین روزها"
10. "با من حرف بزن"
11. "نفس بکش (در هوا)"
12. "پا به فرار"
13. "زمان"
14. "کنسرتی بزرگ در آسمان"
15. "پول"
16. "ما و آنها"
17. "هر رنگی که دوست داری"
18. "ضربه مغزی"
19. "گرفتگی"
20. "کاش اینجا بودی"
21. "خلسه دلپذیر"
22. "بدو بزن به چاک"

### بلوری و دی وی دی: کنسرت ونیز در ۱۹۸۹ و کنسرت ۱۹۹۰ در نبورث
اولین باری که هر دو کنسرت به‌طور کامل منتشر شده‌اند.
- ونیز، ۱۹۸۹

1. "بدرخش ای الماس مجنون" (معرفی قسمت اول)
2. "آموختن پرواز"
3. "باز هم فیلمی دیگر"
4. "دور تا دور"
5. "اندوه" (پیشروی کوتاه)
6. "سگ‌های جنگ"
7. "در رویگردانی"
8. "زمان"
9. "کنسرتی بزرگ در آسمان"
10. "کاش اینجا بودی"
11. "پول"
12. "خشتی دیگر در دیوار (قسمت ۲)"
13. "خلسه دلپذیر"
14. "بدو بزن به چاک"
15. آتش بازی

- نبورث، ۱۹۹۰

1. «بدرخش ای الماس مجنون»
2. «کنسرتی بزرگ در آسمان»
3. «کاش اینجا بودی»
4. «اندوه»
5. «پول»
6. «خلسه دلپذیر»
7. «بدو بزن به چاک»

### بلوری و دی وی دی: فیلم‌های زنده منتشر نشده، موزیک ویدیوها و فیلم‌های صحنه ای
- موزیک ویدیوها

1. "آموختن پرواز"
2. "مارونز"
3. "آن را برگردانید"
4. "امید فراوان"
5. "بلندتر از کلمات"
6. "آموزختن پرواز (نسخه آلترنیتیو)"

- آهنگ‌های هدیه صدای دلچسب رعد

1. "باز هم فیلمی دیگر"
2. "دور تا دور"
3. "ماشینی نو (قسمت ۱)"
4. "یخ بندان نهایی"
5. "ماشینی نو (قسمت ۲)"

- تمرین سال ۱۹۹۴

1. «روزی عالی برای آزادی» نسخه ۱
2. «روزی عالی برای آزادی» نسخه ۲
3. «فراموش شده برای کلمات»

- فیلم‌های روی پرده کنسرت، ۱۹۸۷

1. «نشانه‌های حیات»
2. «آموختن پرواز»
3. «سگ‌های جنگ»
4. «یکی از همین روزها»
5. «با من حرف بزن»
6. «پا به فرار»
7. «ما و آنها»
8. «پول»
9. «ضربه مغزی + گرفتگی»

- فیلم‌های روی پرده کنسرت، ۱۹۹۴

1. «بدرخش ای الماس مجنون»
2. «با من حرف بزن»
3. «زمان»
4. «کنسرتی بزرگ در آسمان»
5. «پول»
6. «ما و آنها» (سیاه و سفید)
7. «ما و آنها» (رنگی)
8. «ضربه مغزی + گرفتگی» (تاریخ آمریکای شمالی)
9. «ضربه مغزی + گرفتگی» (تاریخ‌های اروپا)
10. «ضربه مغزی + گرفتگی» (تاریخ لندن)

- القاء مشاهیر راک اند رول

1. «کاش اینجا بودی» (با بیلی کورگن)

### بلوری و دی وی دی: مستندها و مطالب منتشر نشده
- کنسرت ادای احترام سید برت ۲۰۰۷

1. «آرنولد لاین»

- آلبوم عکس لغزش آنی در عقل
- کاور آلبوم‌های ناقوس جدایی(الی، کمبریج شایر)
- تبلیغات تلویزیونی آلبوم پالس، ۱۹۹۵
- فیلم رودخانه بی پایان ساخته ایان امس.
- مصاحبه لغزش آنی در عقل با دیوید گیلمور و استورم تورجرسون
- هواپیماهای هوایی ناقوس جدایی، ۱۹۹۴
- پشت صحنه - تور ناقوس جدایی، ۱۹۹۴
- تمرین کنسرت ادای احترام به سید برت
- جشن انتشار ناقوس جدایی

### ۷ "تک آهنگ
دو تک وینیل ۷ اینچی در این مجموعه قرار دارند که هر دو دارای دو طرف B هستند:
- «آرنولد لین» (کنسرت ادای احترام سید برت، ۲۰۰۷)
- «گمشده برای کلمات» (تمرین تور ۱۹۹۴)

### یادگاری
این مجموعه همچنین شامل:
- کتاب عکس ۶۰ صفحه ای
- ماکت برنامه‌های تور
- ماکت بلیط‌ها
- برچسب و پوستر
- کتاب متن ترانه

## سال‌های اخیر ۱۹۸۷–۲۰۱۹
علاوه بر کلکسیون جعبه ای اصلی، مجموعه جعبه ای دیگری با همان شکل و شمایل مجموعه اصلی، در دو سی دی منتشر شد که شامل قطعات «برجسته» مجموعه جعبه ای اصلی است:
1. "بدرخش ای الماس مجنون" (زنده در نبورث ۱۹۹۰)
2. "Marooned Jam" (منتشر نشده از سال ۱۹۹۴)
3. "یک لغزش" (نسخه ۲۰۱۹)
4. "گمشده برای کلمات" (تمرین تور ۱۹۹۴)
5. "ما و آنها" (زنده، از صدای دلچسب رعد)
6. "خلسه دلپذیر" (زنده در نبورث ۱۹۹۰)
7. "اندوه" (نسخه ۲۰۱۹)
8. "آموختن پرواز" (زنده، از صدای دلچسب رعد)
9. "امید فراوان (نسخه اولیه)" (منتشر نشده از سال ۱۹۹۴)
10. "هنگام روی برگرداندن" (نسخه ۲۰۱۹)
11. "کاش اینجا بودی" (زنده در نبورث ۱۹۹۰)
12. "بدو بزن به چاک" (زنده، از صدای دلچسب رعد)